# Clifford Rose
Clifford Rose, född 24 oktober 1929 i Hamnish nära Leominster, Herefordshire, död 6 november 2021 i Northwood i Hillingdon, London, var en brittisk skådespelare, bland annat känd i rollen som Sturmbannführer (senare Standartenführer) Ludwig Kessler i TV-serien Hemliga armén och i den fristående fortsättningen Kessler.